# Méliusz Juhász Péter

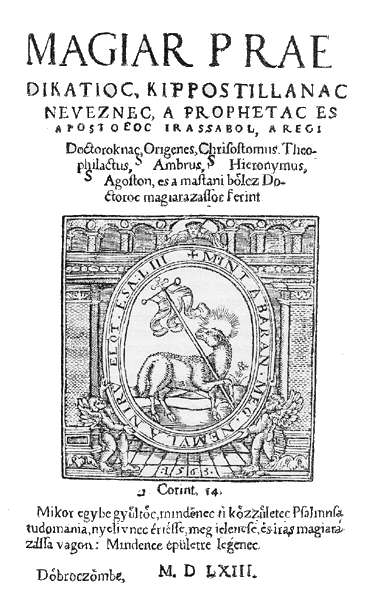
Méliusz Juhász Péter: Magyar prédikációk (Debrecen 1563)

Méliusz Juhász Péter, más néven Horhi Juhász Péter, Horhi Melius Péter vagy Melius Juhász Péter (Horhi Somogy vármegye, a törökök elpusztították, a Tolna megyei Fürged határában feküdt], 1532. – Debrecen, 1572. december 15.) református lelkész, a Tiszántúli református egyházkerület püspöke 1561-től haláláig, egyháztudós, író, botanikus, a magyarországi reformáció legeredetibb és legnagyobb, legszélesebb hatású vezéregyénisége.

## Élete
Tanulmányait Tolnán és Sárváron végezte, ahol eleinte lutheránusnak nevelték, de aztán Szegedi Kis István hatására magával ragadta a helvét reformáció szelleme. Ezután 1556. október 25-én beiratkozott a wittenbergi egyetemre, ahonnan magisteri címmel jött haza. 

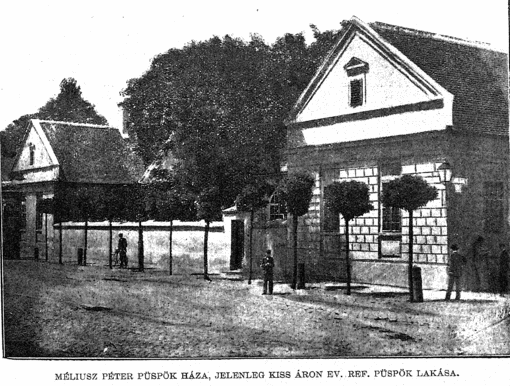
Háza Debrecenben

1558-tól protestáns lelkész Debrecenben, ahol hamarosan a kálvinista tanok hirdetője lett. Ő szervezte meg a Magyarországi Református Egyházat, következetesen harcolt a reformáció radikálisabb irányzatai, különösen az antitrinitáriusok ellen. 1561 végétől haláláig debreceni református püspök volt. 1561-ben befogadta Debrecenbe a jeles vándornyomdászt, Huszár Gált, akinek hátrahagyott felszereléséből állandósult a mindmáig létező városi (ma: Alföldi) nyomda. Első műve 1561 májusában jelent meg: „A Szent Pál apastal levelének melyet a kolossabelieknek írt prédikációk szerént való magyarázatja”, amit a „döbröcöni tanácsnak” ajánlott. 1567-ben összeállított egy hitvallás és egyházi szabálygyűjteményt („Articuli ex verbo dei et lege naturae compositi …”), ami a római katolikus vallással szemben körvonalazta a református tanokat, amelyeket a debreceni zsinaton jóváhagytak. Ez a munka fő vonalaiban a magyar református egyház életének formáit évszázadokra szólóan meghatározta. Több ízben vitázott Dávid Ferenccel, 1569-ben Nagyváradon, János Zsigmond erdélyi fejedelem jelenlétében. 1571. november 5-ére Nyírbátorba hívott egybe zsinatot, ahol az antitrinitárius tanok ellen fogalmazott meg érveket.
Nagyarányú irodalmi tevékenységet fejtett ki: számos hitvitázó munkát, prédikációs kötetet adott ki, több hittételt fejtegető-magyarázó éneket írt, részleteket fordított a Bibliából. Az első magyar nyelvű botanikai, gazdasági és orvostudományi munka szerzője, ebben közli az első adatokat Magyarország (Debrecen környéke) flórájához. A református egyház megszilárdítását szolgálta vitairataival, prédikációival, imakönyvével, kátéjával, agendájával. Herbárium című műve az első magyar orvosi füveskönyv.

## Művei

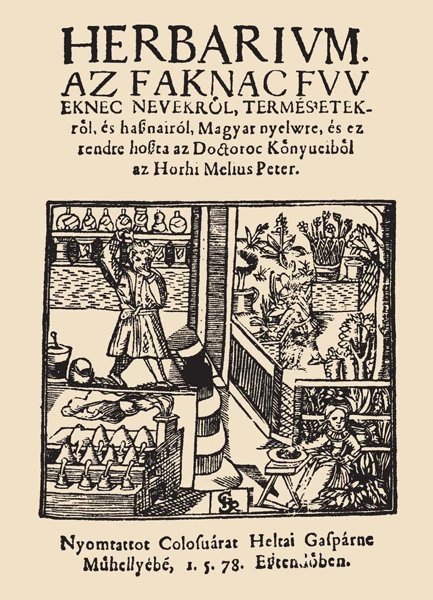
Méliusz Juhász Péter: Herbarium (Kolozsvár, 1578)

„Magiar Praedikatioc (Debrecen, 1563)”

„A Debreczenbe öszve gyült keresztien praedikatoroknac, igaz es szent iras szerint valo vallásoc.
1. Az egy valo istensegröl.
2. Az szent haromsagrol.
3. A Christus valo istensegeröl. es hogy öröktül fogua szülètett istennec fia.
4. A szent Lélec valo es egyenlö es imadando istensegeröl.
5. A közbè iarorul.
6. A bün okaijrol.
7. A lelkeknec itelet èlött valo heliekröl.
8. Az Antichristus Papa szörzésinec, ostiainak meg veteseröl, es meg vtalasarol.
9. Az Anya szët egyhazbeli eneklesekröl, es egyeb rend tartasokrol.
10. A Tanitoc öltözetiröl, à gyülekezet helyeröl.
11. A valasztasrol.
12. A Szabad akarat ellen.
13. A Christus testè ételéröl, és ielen voltarol.
14. Az Vr vaczoraia kenyéreröl.
15. A Temes helyeröl. A Magyar Orszagi iambor és keresztyen Aros népnec, ackic Debreczemben, Szombadban Kassan es Varadon laknac Valete Debreczenbe,
16. Julij: Anno. D. 1567. Ihasz Peter à ti Kegyel: attya fia, de Horhi, Debreczembe lelki Pasztor.”

„Az egész szent irasbol való igaz tudoman.
1. Az egi Jehova Istenröl.
2. A Jehova Elohymrol, az Harombizonsag teuökröl, kit S. Haromsagnac mondunc. :3. A Christvs Örocke valo születet fiusagarol, es eg' Istensegeröl az ö Attiaval:
4. A S. Lelek öröcke valo Adonai Jehova Istensegeröl es imadasarol:
5. Az Eretnekek hamis ellen vetesinek megfeijtesseröl, kik vilag kezdetitül fogva Isten ellen Tamattak, Mint mast a Seruetus Tanytuani. A Horhi Melios es Ihaz Peter altal. Debreczembe Nyomtattot Andras Komlos Altal: Anno D 1570”

„Ha megtöröd szárazon az aloést á sebre hinted meg forrasztja és a szemérem testnec fayasat meg gyogyittya. […] az alfeled környül való dagadásokat és hasadékokat, sülöket meg gyogyit ha össze olgyíted á malosa szőlő leuéuel
Ha az gyökerét borban addig főzed míg ollyan lészen mint egy oluasztott viasz vagy pép, ha az alfeled szakadásit vele kened meg gyogyul”

„Czer levelű fű vízkórság nehéz vizelet és lépdagadás ellen
Ha mind a két fele fodorkát borban vagy vizben megfözed, s meg szüröd, az utan mézet, vagy nádmézet vetz bele, és gyakorta iszod, hurutot, wyonnan támat vízkorságot, az az szomiuhosztatu betegséget, rasztot, vagy lép dagadást, torok fayást, nehéz vizellést meggyógyít.
A Czalán a veséket megtisztittya. És felindittya á barátokat az apátzákra hogy nyericzenec: A kinec á virgaya meg lanka Czac főzze ezt borban, ezzel ellyen.
Két feleé borsfű: eggyic kerti, ez magos, erős, bors szagu: az masic erdei, mezei, hasonló az Hisophoz: satureia a neve, mert fel indittya á buyaságot á ki él sokat vele.”

„Malua, székrekedés ellen
Mikor az ember erolkedic gyakorta, de sem szarhatic, sem vizelhetic, ez malua leuele és gyökere, az kömény, és az anifum, azaz béczi köménnyel ha borba főzed, gyakran iszod, meg indittya.”

„Malua, vérző íny ellen
ha á virágit mézes borba vagy mézes vízbe meg főzed egy keués timsót vetz belé, száynak, ember inenec rothadássat, veszesset meg gyogyittya ha gyakran mosod vele”

„A Szent Pal apastal levelenec, mellyeket a Colossabelieknec irt predicacio szerent valo magyarazattya”

 (A Szent Pál apostol levelének, mellyet a Kolossébeliekhez írt, prédikáció szerint való magyarázatja), Debrecen, (1561) – Az első, Alföldi Nyomda által nyomtatott könyv, melynek egyetlen ismert példánya jelenleg a Kolozsvári Központi Egyetemi Könyvtár állományában található és 2011. májusa óta része a Román Nemzeti Kulturális Örökségnek.
- Verses munkái (Szilády Áron – Dézsi Lajos kiadásában: Régi Magyar Költők Tára VII., Budapest, 1912 – 1926)
- Herbarivm.

„Az faknac fvveknec nevekröl, termésetekröl, és haßnairól, Magyar nyelwre, és ez rendre hoßta az Doctoroc Kőnyueiből az Horhi Melius Peter. Nyomtattot Coloſuárat Heltai Gaſpárné Műhellyébé, 1. 5. 78. Eßtendőben.”

### Hasonmáskiadás műveiből
- Melius Juhász Péterː Az két Sámuel könyveinek és az két királyi könyveinek az Sido nyelvnek igazságából, és igaz és bölcs magyarázók fordításából, igazán való fordítása magyar nyelvre (hasonmás), Nemzetközi Theologiai Könyv 75. kötet, Debrecen, 2010, ISBN 9789638848819, 515 p.
- Debrecen dicsérete. Három jubileumi reprintkiadvány Debrecen 430 éves nyomdájából, 1-4.; szerk., tan. Dankó Imre; Alföldi Ny., Debrecen, 1991
- Herbarium. Az faknac, fuveknec nevekről, természetekről és hasznairól. Magyar nyelwre, és ez rendre hoszta az doctoroc kőnyveiből az Horhi Melius Peter; tan. Szabó T. Attila, sajtó alá rend. közzéteszi Kőszeghy Péter; hasonmás kiad.; Balassi–MTA Irodalomtudományi Intézet–OSZK, Bp., 2002 (Bibliotheca Hungarica antiqua)
- Az Urnac vaczorajarol valo közenséges keresztyéni vallás; tan. Fekete Csaba; OSZK Corvina Alapítványának Baráti Köre, Bp., 2005
- A Szent Jób könyvének a sidó nyelvből és a bölcs magyarázók fordításából igazán való fordítása magyar nyelvre 1565-ben; szerk. Ötvös László; tan. Fekete Csaba, P. Vásárhelyi Judit; hasonmás kiad.; Ötvös László, Debrecen, 2008 (Nemzetközi theologiai könyv)
- Az két Sámuel könyveinek, és az két királyi könyveknek az sido nyelvnek igazságából, és igaz és bölcs magyarázók fordításából, igazán való fordítása magyar nyelvre; szerk. Ötvös László, tan. Heltai János, Bánfi Szilvia; Tiszántúli Református Egyházkerület, Debrecen, 2010 (Nemzetközi theologiai könyv)
- A Szent Pál apastal levelének, mellyet a colossabelieknek irt predicacio szerént való magyarázatja; tan. Révész Imre; Alföldi Ny. Zrt. Méliusz Műhelye, Debrecen, 2011 (A reformáció és ellenreformáció korának evangéliumi keresztyén (református és evangélikus) egyházi írói)
- A Szent Pal apastal levelenec mellyet a colossabelieknek irt predicacio szerent valo magyarázattya; Alföldi Ny. Zrt. Méliusz Műhelye–Lucian Blaga Központi Egyetemi Könyvtár, Debrecen–Kolozsvár, 2011

### Egyéb modern kiadások
- A Krisztus közbenjárásáról való prédikációk. Debrecen, 1561; Bethlen Ny., Bp., 1948 (A reformáció és ellenreformáció korának evangéliumi keresztyén (református és evangélikus) egyházi írói)
- Herbárium. Az fáknak, füveknek nevekről, természetekről és hasznairól; sajtó alá rend., bev., jegyz. Szabó Attila; Kriterion, Bukarest, 1978
- Pathai István református szertartási könyvecskéje, 1617 / Úrvacsorai rend Milotai Nyilas István Ágendájából / Melius Juhász Péter szertartási intelmei, 1563; sajtó alá rend., bev., jegyz. Fekete Csaba; Tiszántúli Református Egyházkerület Gyűjteményei, Debrecen, 2020 (A Debreceni Református Hittudományi Egyetem Liturgiai Kutatóintézetének kiadványai; A Tiszántúli Református Egyházkerületi Gyűjtemények kiadványai)
- Hitviták és könyörgések / A keresztienec nyomorusagokban valo vigaztalasoknak es könyörgeseknek igaz modgya az igaz szent irasoknak tanitasok szerent es sok szükseges kerdeszkedesec / Az hitről es az kereztiensegrwl valo vetekedes / Apologia et abstersio ecclesiae Debreciensis a calumniis, quibus temere apud academias et principes accusatur / Confessio vera ex verbo Dei sumpta et in synodo Czengerina uno consensu exhibita et declarata / Institutio vera de praecipuis fidei articulis / Propositiones sumtae ex verbo Dei de additae institutionibus principi Transylvaniae dedicatis; szerk. Oláh Róbert; Tiszántúli Református Egyházkerületi Közgyűjtemények, Debrecen, 2022 (A Tiszántúli Református Egyházkerületi Gyűjtemények kiadványai)

## Emlékezete
- A Debreceni Városi Könyvtár és a Hajdú-Bihar megyei Könyvtár összevonásával 2013-ban létrejött közös intézmény a Méliusz Juhász Péter Könyvtár nevet viseli.[4]
- Debrecenben a Kossuth utcai Református Templomot (Verestemplom) körülölelő tér neve Méliusz tér.
- Hajdúböszörményben a Kálvin teret és a Balthazár Dezső utcát összekötő utca a Méliusz Péter utca nevet viseli.